# Villa Riverside
Villa Riverside, eller Doktor Tillmans villa, är ett bostadshus vid Dragvägen i Halmstad utmed västra sidan av Nissan på Söder.
Villan uppfördes 1905 för läkaren Gustaf Tillman (1840–1910) på en avstyckad tomt på 478 kvadratmeter.  Huset har två våningar och är byggt i rött tegel. Det har en inneryta på 300 kvadratmeter. Gustaf Tillman flyttade in i villan efter sin pensionering från Halmstads lasarett och hade också en privatpraktik där.
Efter Tillman var villan också privatbostad och i början av andra världskriget bostad för inkallade officerare. 
Från 1941 låg Landins Skofabrik, under ägaren Edward Landin, i byggnaden, med tillverkning av fodrade morgontofflor. 
Landins skomakeri låg ursprungligen på Brogatan 25, grundat av Edward Landins far. Fabriken hade  omkring 40 arbetare samt 80-100 hemarbetande hemmafruar. Landins skofabrik togs över av Edward Landins son och var verksam ända fram till 2007.
Villan stod därefter tom till 2013, då den inköptes av det kommunala Halmstads  Fastighets AB. Byggnaden såldes 2017 till privata ägare.
Villan är granne med Kronobränneriet och det tidigare lasarettet i Halmstad, numera Regionens hus.